# Expedice 35
Expedice 35 byla třicátou pátou expedicí na Mezinárodní vesmírnou stanici (ISS). Expedice proběhla v období od března do května 2013. Byla šestičlenná, tři členové posádky přešli z Expedice 34, zbývající trojice na ISS přiletěla v Sojuzu TMA-08M.
Sojuz TMA-07M a Sojuz TMA-08M expedici sloužily jako záchranné lodě.

## Posádka
| Pozice            | 1. část (březen 2013)                | 2. část (březen – květen 2013)                 |
| ----------------- | ------------------------------------ | ---------------------------------------------- |
| Velitel           | Christopher Hadfield (3), CSA        | Christopher Hadfield (3), CSA                  |
| Palubní inženýr 1 |                                      | Pavel Vinogradov (3), Roskosmos (RKK Eněrgija) |
| Palubní inženýr 2 |                                      | Alexandr Misurkin (1), Roskosmos (CPK)         |
| Palubní inženýr 3 |                                      | Christopher Cassidy (2), NASA                  |
| Palubní inženýr 4 | Roman Romaněnko (2), Roskosmos (CPK) | Roman Romaněnko (2), Roskosmos (CPK)           |
| Palubní inženýr 6 | Thomas Marshburn (2), NASA           | Thomas Marshburn (2), NASA                     |

V závorkách je uveden dosavadní počet letů do vesmíru včetně této mise.
Zdroj pro tabulku: ASTROnote.
Záložní posádka:
- Karen Nybergová, NASA
- Oleg Kotov, Roskosmos (CPK)
- Sergej Rjazanskij, Roskosmos (CPK)
- Michael Hopkins, NASA
- Fjodor Jurčichin, Roskosmos (CPK)
- Luca Parmitano, ESA